# Brott och straff (film, 1983)
Brott och straff är den finske regissören Aki Kaurismäkis debutfilm från 1983. Filmens handling är löst baserad på Fjodor Dostojevskijs roman Brott och straff.
Filmen fick två Jussistatyetter för bästa manus och bästa debutfilm.